# آلترنیوک
آلترنیوک (به اسپانیایی: Altarniyoc) یک کوه در پرو است که در Peru, Lima Region واقع شده‌است. آلترنیوک ۵٬۳۴۶ متر بالاتر از سطح دریا واقع شده‌است.